# 赫岑多夫宮

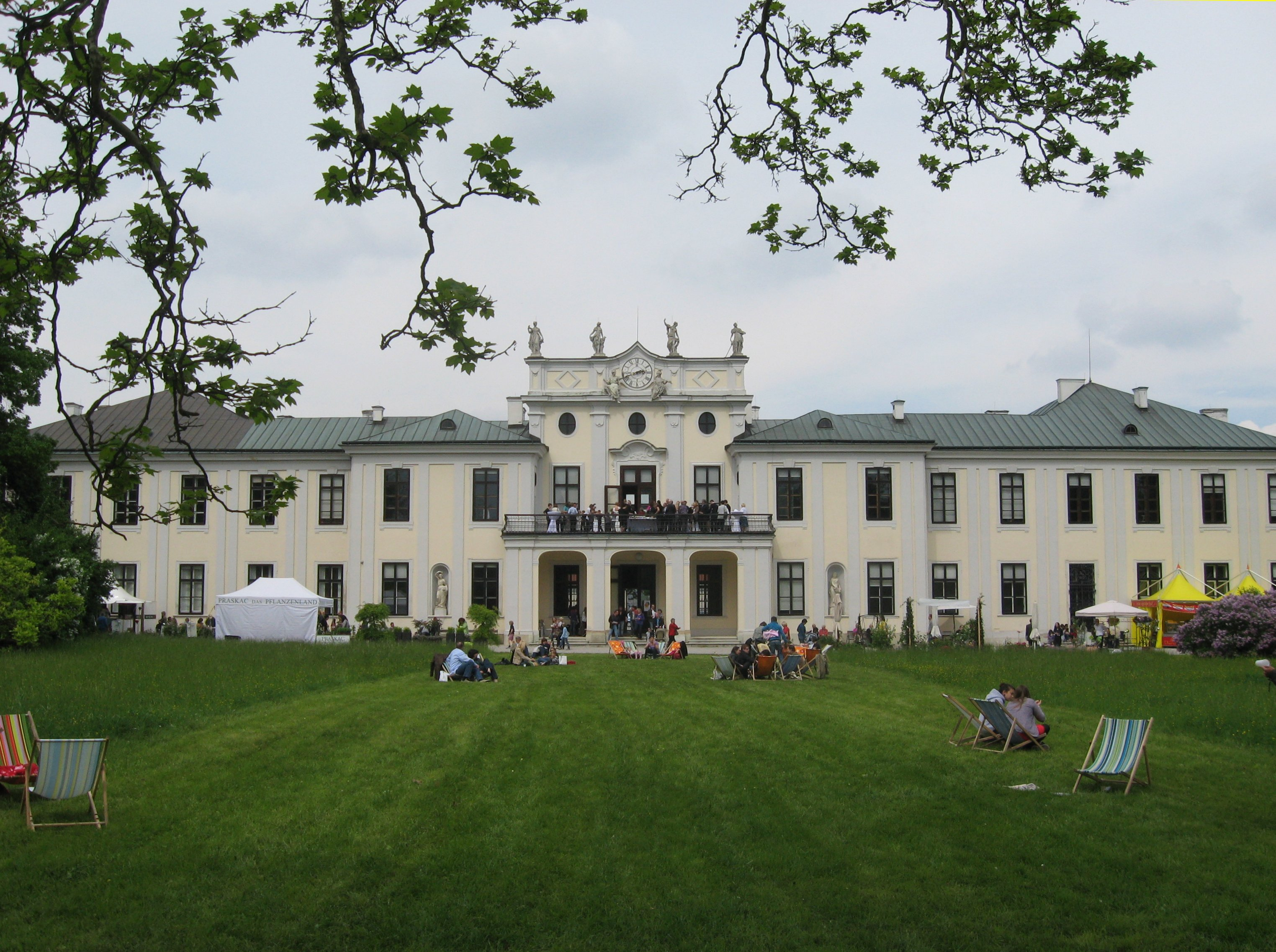
赫岑多夫宮

赫岑多夫宮（Schloss Hetzendorf）是位於奧地利首都維也納邁德靈地區的一座巴洛克式建築宮殿，在歷史上這座建築由哈布斯堡家族使用。神聖羅馬帝國的末代皇帝法蘭茲二世的小女兒Maria Anna曾經住在這裡。現在這裡是一座時裝學校。

## 外部連結
维基共享资源上的相關多媒體資源：赫岑多夫宮
- Modeschule Wien | Schloss Hetzendorf （页面存档备份，存于）
- Hetzendorfer Schlosskirche | Schloss Hetzendorf （页面存档备份，存于）

48°09′58″N 16°18′30″E / 48.16611°N 16.30833°E